# قاسم‌آباد (رودسر)
قاسم آباد یکی از روستاهای گیلک نشین شهرستان رودسر، از توابع بخش چابکسر و واقع در دهستان اوشیان است.
قاسم‌آباد شامل محلاتی چون بندبن، بالا محله، پایین محله، کُرد محله، آغوزکله، روکو، ملکمیان، خانسر، توسکا محله و بیجارپس، گالش محله، کلافه محله می‌باشد.
از مهم‌ترین آثار باستانی قاسم آباد علیا، قلعه بندبن است که از چشم انداز بسیار زیبا و منحصر به فردی برخوردار است.شغل غالب در قاسم آباد، کشاورزی ست و محصولات کشاورزی آنها: برنج، پرتغال، نارنگی، نارنج، کیوی و... می‌باشد و بعضی، به دامداری مشغولند.

## ثبت جهانی قاسم آباد
روستای قاسم آباد در بهمن ماه سال 1398 به همراه سه شهر دیگر ایران در فهرست شهرها و روستاهای جهانی صنایع‌دستی ثبت شد.روستای قاسم آباد به عنوان روستای جهانی "چادرشب‌بافی" در این فهرست جای گرفت.

## هنر (موسیقی، رقص و لباس قاسم آبادی)
از صنایع دستی قاسم آباد می‌توان به چادر شب اشاره نمود. برای بافت این پارچه از دستگاه بافندگی که خود آن را میسازند استفاده می‌شود که به اصطلاح محلی به آن دستگاه می گویند.
لباس قاسم‌آبادی ، از قدیمی‌ترین و اصیل‌ترین لباس‌های ایران و خاور است که در جشنواره‌های بین‌المللی مختلف مد و لباس، حائز جوایز ویژه شده‌است. همچنان، مردان قاسم آبادی، با لباسی مرکب از پیراهن قرمز جگری و شلوار سیاه، در مسابقات کشتی گیله مردی شرکت می‌کنند. رقص قاسم آبادی که به همراه موسیقی ویژهٔ این دیار، شهرت فراوان یافته‌است، بخش عمده‌ای از شهرت ملی و بین‌المللی خود را از چنین لباس فاخر و زیبایی بهره‌مند است.

عروسی قاسم آبادی

## نگارخانه
نگارخانه

ولی آباد (ورودی روستا)
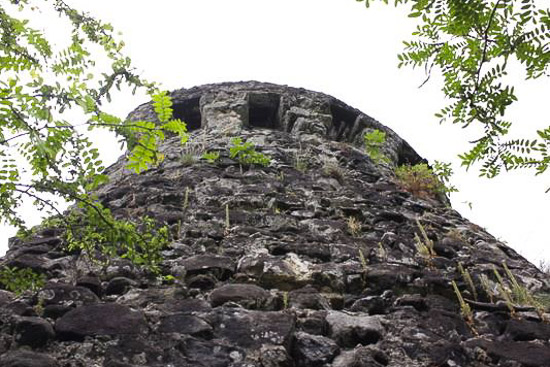
قلعه بندبن
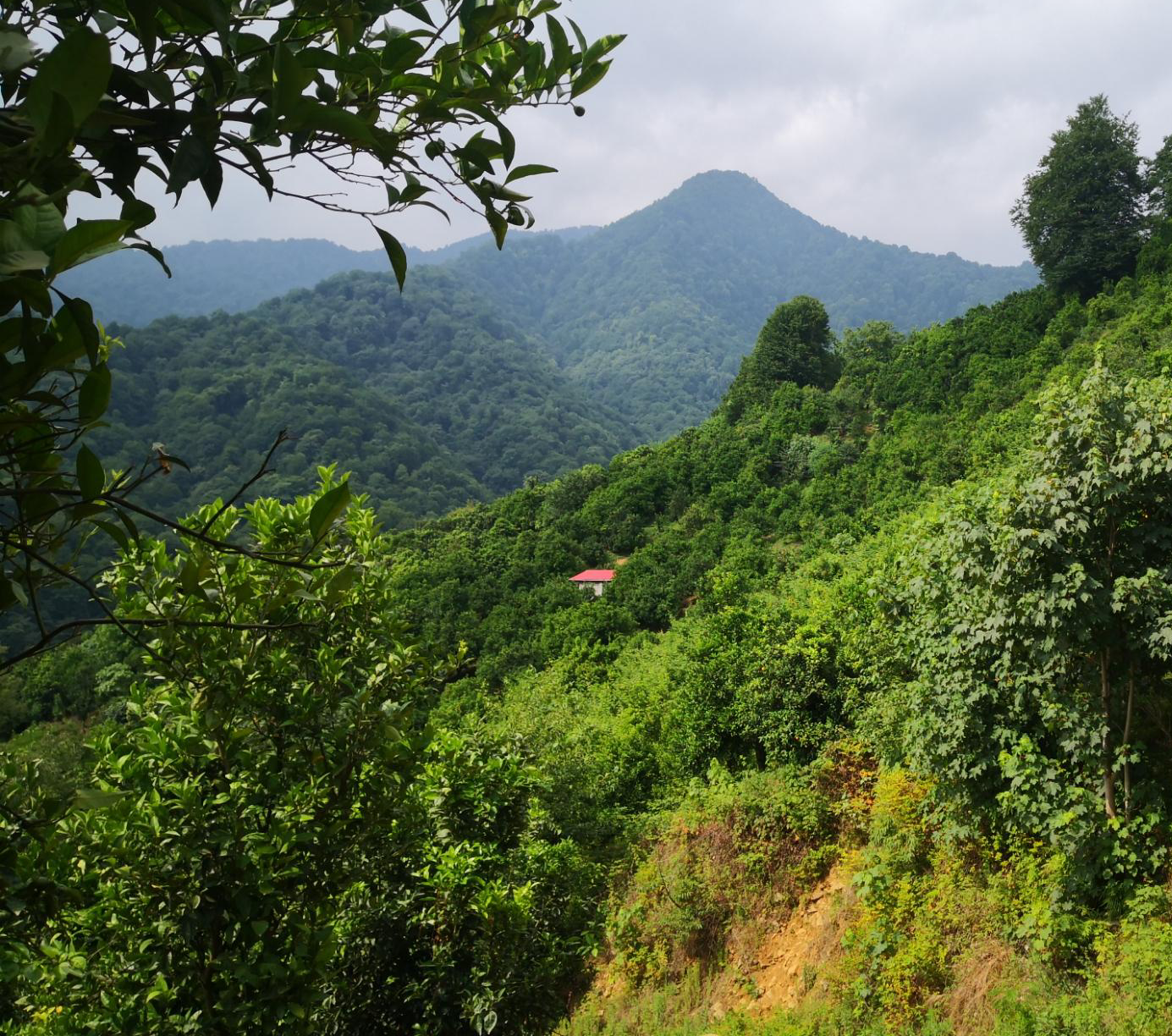
چاله سر